# جیجاق کاکل‌بلند
جیجاق کاکل‌بلند(نام علمی: Cyanocorax melanocyaneus) نام یک گونه از سرده جیجاق‌های کاکلی است.